# Línea NC1 (EMT Madrid)
La línea NC1 (a efectos internos, línea 529) de la EMT de Madrid es una línea nocturna circular que une diversos puntos de Madrid en el sentido de las agujas del reloj. El sentido contrario lo proporciona la línea NC2.

## Historia
La primitiva línea NC1 se puso en servicio en 2002, con un recorrido circular relativamente corto que no salía del centro de la ciudad. Recorría el Paseo de Recoletos, los Bulevares, calle Princesa y Gran Vía. Tenía sus cabeceras de regulación en Cibeles y Moncloa. Sólo prestaba servicio noches de viernes, sábados y vísperas de festivos, y su frecuencia oscilaba entre los 12 y 13 minutos durante toda la noche.
Fue suprimida en octubre de 2013.

## Características
Esta línea comenzó a prestar servicio el 29 de noviembre de 2023, mallando la red de líneas nocturnas y uniendo entre sí la mayoría de los principales intercambiadores de la ciudad.
Su recorrido es idéntico al de la C1, excepto en el tramo comprendido entre Manuel Becerra y Mariano de Cavia. En vez de ir por Goya, Felipe II, Narváez, Ibiza y Menéndez Pelayo, circula por Doctor Esquerdo, Conde de Casal y la Avenida del Mediterráneo.

### Horarios de salida
| Horas salidas desde Cuatro Caminos                                   | |
| Domingos a Jueves y festivos                                         | Viernes, Sábados y vísperas de festivos |
| 23:25 - 0:00 - 0:35 - 1:10 - 1:45 - 2:20 - 2:55 - 3:30 - 4:05 - 4:40 | 23:15 - 23:40 - 0:05 - 0:30 - 0:45 1:00 - 1:15 - 1:30 - 1:45 - 2:00 2:15 - 2:30 - 2:45 - 3:00 - 3:15 3:30 - 3:45 - 4:00 - 4:15 - 4:30 4:45 - 5:00 - 5:20* - 5:50* - 6:20* |
| Horas salidas desde Atocha                                           | |
| Domingos a Jueves y festivos                                         | Viernes, Sábados y vísperas de festivos |
| 0:00 - 0:35 - 1:10 - 1:45 - 2:20 - 2:55 - 3:30 - 4:05 - 4:40 - 5:15  | 23:50 - 0:15 - 0:35 - 0:50 - 1:05 1:20 - 1:35 - 1:50 - 2:05 - 2:20 2:35 - 2:50 - 3:05 - 3:20 - 3:35 3:50 - 4:05 - 4:20 - 4:35 - 4:50 5:05 - 5:20 - 5:40 - 6:00* - 6:30*   |
| * Sólo Sábados y vísperas de festivo                                 | |

## Recorrido y paradas
NOTA 1: En las paradas marcadas en gris, puede ser necesario cambiarse al autobús de delante.
NOTA 2: Debido a las obras de ampliación de la línea 11 de Metro, las paradas sombreadas en naranja sustituyen a aquellas sombreadas en rojo.
| Código | Parada                                           | Común con   | Conexiones con Metro y Cercanías | Otros           |
| ------ | ------------------------------------------------ | ----------- | -------------------------------- | --------------- |
| 1890   | CUATRO CAMINOS (C/ Raimundo Fdez. Villaverde, 2) |             | Cuatro Caminos                   | N23             |
| 2693   | Fernández Villaverde-Ponzano                     |             |                                  |                 |
| 2696   | Nuevos Ministerios                               |             | Nuevos Ministerios               | N22 N24         |
| 420    | República Argentina                              |             | República Argentina              | N1              |
| 2698   | Joaquín Costa-Velázquez                          |             |                                  |                 |
| 2700   | Francisco Silvela-Príncipe de Vergara            |             |                                  | N2              |
| 789    | Intercambiador de Avenida de América             |             | Avenida de América               | N4 261 282 N202 |
| 811    | Francisco Silvela-Juan Bravo                     |             | Diego de León                    | N3              |
| 1427   | Manuel Becerra                                   |             | Manuel Becerra                   | N5 N7           |
| 150    | O'Donnell                                        |             | O'Donnell                        | N6 N27          |
| 4712   | Metro Sainz de Baranda                           | N8          | Sainz de Baranda                 |                 |
| 1431   | Nazaret                                          |             |                                  |                 |
| 2125   | Av. Mediterráneo-Conde de Casal                  | N9          | Conde de Casal                   | N301 N302 N303  |
| 2129   | Mariano de Cavia                                 | N9          |                                  |                 |
| 2049   | Reina Cristina                                   | N9          |                                  |                 |
| 2047   | Basílica de Atocha                               | N9          |                                  |                 |
| 1405   | Metro Menéndez Pelayo                            | N9 N10 N25  | Menéndez Pelayo                  |                 |
| 1403   | Basílica de Atocha                               | N9          |                                  |                 |
| 5709   | Estación de Atocha                               |             | Atocha                           | N10 N11 N13 N25 |
| 83     | Reina Sofía                                      | N12 N15 N17 |                                  | N14             |
| 84     | Teatro Circo Price                               | N12 N15 N17 |                                  |                 |
| 320    | Embajadores-Ronda de Valencia                    | N12 N15     | Embajadores                      |                 |
| 2357   | El Rastro                                        |             |                                  |                 |
| 2359   | Ronda de Segovia-Puerta de Toledo                |             | Puerta de Toledo                 | N16 N26         |
| 2363   | Ronda de Segovia-Imperial                        |             |                                  |                 |
| 609    | Puente de Segovia                                | N18 N19     |                                  |                 |
| 1562   | Príncipe Pío-Campo del Moro                      |             | Príncipe Pío                     |                 |
| 742    | Jardines de Sabatini                             | N18 N19 N20 |                                  |                 |
| 1750   | Plaza de España                                  | N21         | Plaza de España                  |                 |
| 172    | Ventura Rodríguez                                | N21         | Ventura Rodríguez                |                 |
| 736    | Argüelles                                        | N21         | Argüelles                        |                 |
| 738    | Altamirano                                       | N21         |                                  |                 |
| 3688   | Moncloa                                          | N21         | Moncloa                          | N28 N31         |
| 2704   | Hospital Clínico                                 |             | Islas Filipinas                  |                 |
| 2710   | Vicente Aleixandre                               |             | Vicente Aleixandre               |                 |
| 1415   | Ibáñez Ibero                                     |             | Guzmán el Bueno                  |                 |

## Galería de imágenes

Mapa zonal de la estación de metro de Diego de León con los recorridos de las líneas de autobuses, entre las que aparece el NC1.
Mapa zonal de la estación de Guzmán el Bueno con las líneas de autobuses que pasan por ella, entre las que se encuentra la línea NC1.